# Palms Casino Resort
Das Palms Casino Resort ist ein Hotel, Casino und Resort, das westlich des Las Vegas Strips in Paradise, Nevada, angesiedelt ist. Das Hotel hat 702 Zimmer und ein Casino auf einer Fläche von etwa 9.000 Quadratmetern. Des Weiteren befinden sich im Hotel ein Aufnahmestudio für Audio-Produktionen und ein Veranstaltungsraum mit 2.200 Sitzplätzen. Das Hotel gehört größtenteils der Maloof-Familie; die Greenspun Corporation hält einen Anteil von fünf Prozent.

## Geschichte
Das Hotel wurde von Jon Jerde entworfen und am 15. November 2001 eröffnet.
Neben der Spielbank besitzt das Palms noch einige Kino-Leinwände und Diskotheken.
Als weitere Besonderheit wurde im Oktober 2005 für Kosten von 600 Millionen US-Dollar ein zweiter Turm errichtet, der eine etwa 1.000 Quadratmeter große Suite enthält, die das einzige Basketballfeld in einem Hotelzimmer weltweit aufweist.
Das Palms war 2006 Austragungsort des Pokerfernsehformats High Stakes Poker. Am 9. September 2007 fanden die MTV Video Music Awards 2007 im Casino des Hotels statt.
Der 2008 eröffnete dritte Turm ist der letzte des Hotels.